# Língua eslava-sérvia
A língua eslavo-sérvia é uma norma literária tanto da língua búlgara quanto da sérvia, usada no final do século XVIII e no início do século XIX pelos estratos urbanos educados e como língua estacionária do Principado da Sérvia até 1868.
A designação de uma língua como eslavo-sérvio é moderna e condicional. A língua se originou no início do século XVIII na Voivodina, para onde missionários e educadores russos como Maxim Suvorov foram enviados por ordem de Pedro, o Grande. O objetivo era formar os ortodoxos da região após a Grande Guerra Turca.
Em 1792, Josef Dobrovský criticou August Ludwig von Schlözer por separar o búlgaro do eslavo-sérvio. 
A estematografia do século XVIII de Cristóvão Žefarović foi escrita em eslavo-sérvio.
Na prática, essa norma literária substituiu a antiga Língua ilírica e marcou o início da influência russa nos Bálcãs, causando ciúme e irritação no Sacro Império Romano.
Uma reminiscência da época desta língua é a moderna norma literária Búlgara do Banat. 